# Neanthes bongcoi
Neanthes bongcoi är en ringmaskart som beskrevs av Pillai 1965. Neanthes bongcoi ingår i släktet Neanthes och familjen Nereididae. Inga underarter finns listade i Catalogue of Life.